# アムステルダム中央駅
アムステルダム中央駅（アムステルダムちゅうおうえき、オランダ語：Station Amsterdam Centraal スタシオン・アムステルダム・セントラール）は、1889年に開業したオランダの首都アムステルダムにあるオランダ鉄道の駅である。Amsterdam CSとも略記される。
また隣接するアムステルダム市営交通会社（GVB）の中央駅（Centraal Station）を含めた駅のこと。

## 路線
アムステルダム-ロッテルダム線（旧線）
ハールレム、ライデン、ハーグ、ロッテルダム方面。
デン・ヘルダー-アムステルダム線（K線）
アルクマール、デン・ヘルダー方面。
アムステルダム-ズトフェン線（東方鉄道）
アメルスフォールト、アペルドールン方面。
アムステルダム-エルテン線（ライン鉄道）
ユトレヒト、アーネム方面。
アムステルダム中央-スキポール線（環状鉄道西線）
スキポール方面。スキポール線（Schiphollijn）を経て旧線ライデン以南・ベルギー方面へ直通。
高速鉄道南線(HSL Zuid)
2007年開業予定だったが、公式の開業は2009年9月7日で、スキポールから環状鉄道西線経由で乗り入れる。
アムステルダムメトロ51号線・53号線・54号線

## 発着する路線・列車
駅構内の案内や時刻表では通常路線名は使われず、行き先や経由地で区別する。列車種別についてはオランダ鉄道#列車の種類参照。

### 国際列車
- タリス

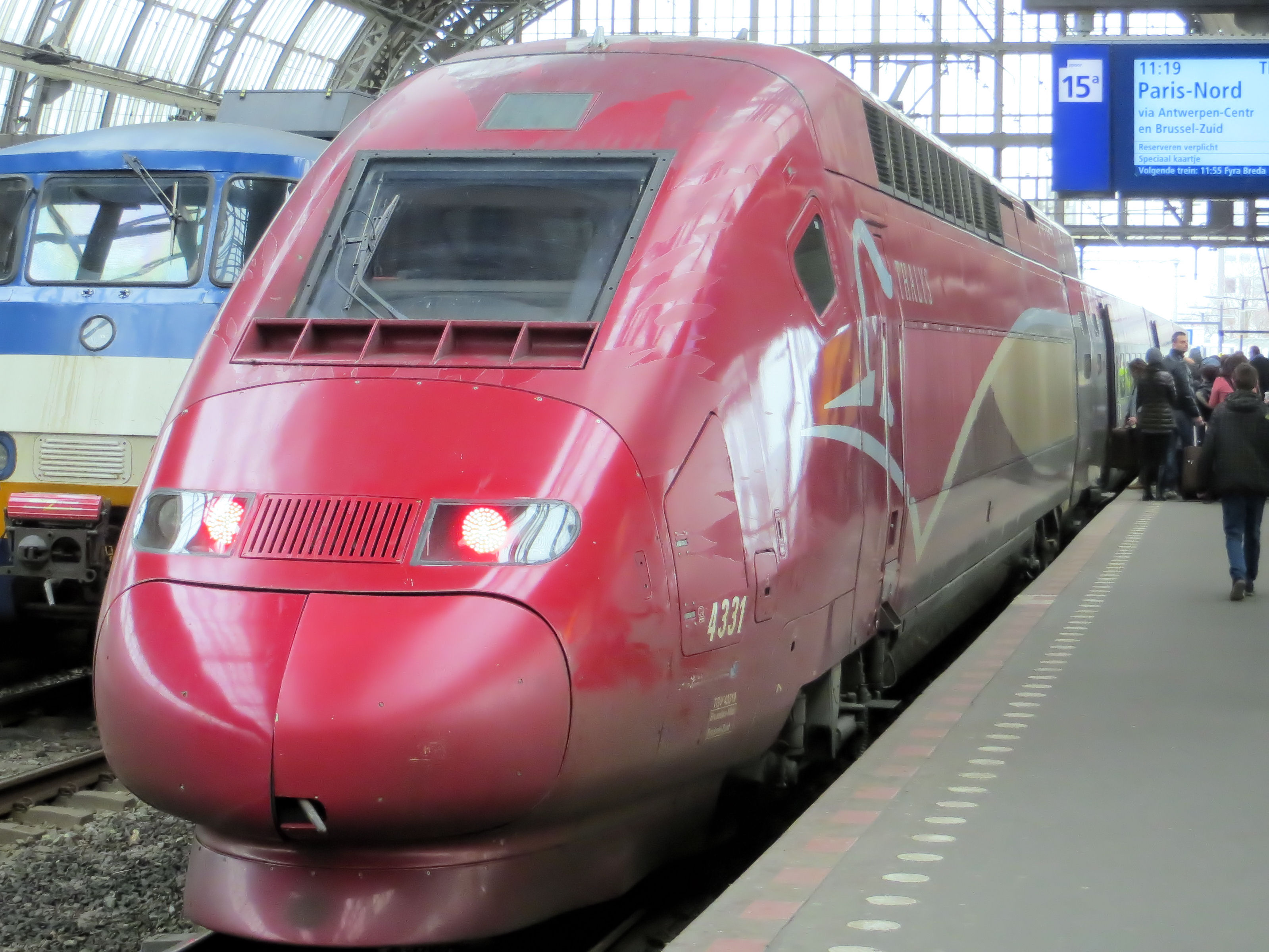
高速列車 タリス

  - アムステルダム中央 - スキポール - ハーグ - ロッテルダム - アントウェルペン（ベルギー） - ブリュッセル - パリ（フランス）
- ICE
  - アムステルダム中央 - ユトレヒト - アーネム - ケルン（ドイツ） - フランクフルト - バーゼル（スイス）
- インターシティ
  - アムステルダム中央 - スキポール - ハーグ - ロッテルダム - アントウェルペン（ベルギー） - ブリュッセル空港 - ブリュッセル （別称：ベネルクストレイン）: 1時間に1本
  - アムステルダム中央 - アメルスフォールト - ハノーファー（ドイツ） - ベルリン : 1日1便
- シティナイトライン
  - アムステルダム中央 - チューリッヒ（スイス）、コペンハーゲン（デンマーク）、ミュンヘン（ドイツ）、プラハ（チェコ） : 1日1便

### 国内列車
- Intercity

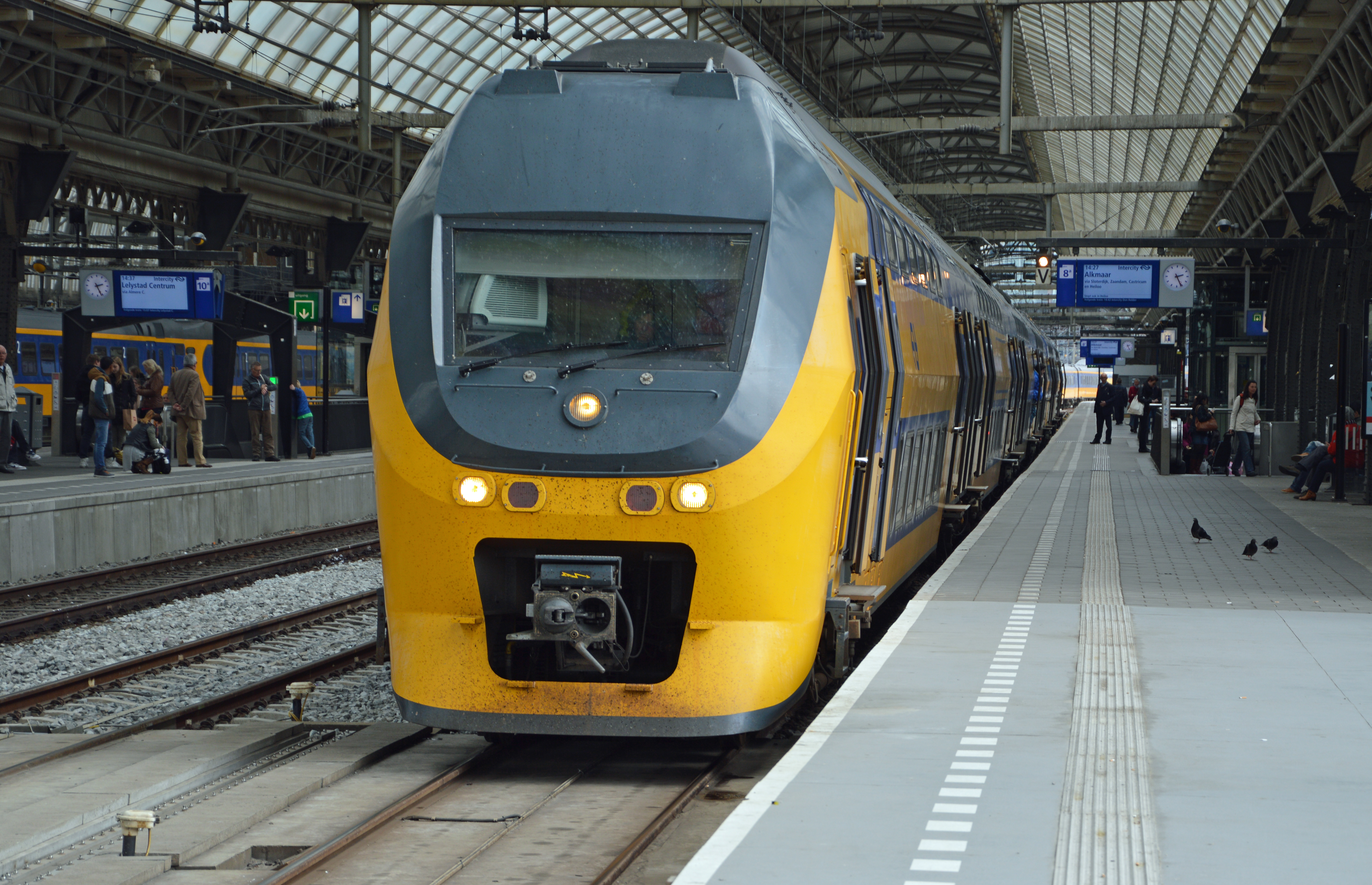
国内線の一般的な列車

  - アルクマール - アムステルダム中央 - ユトレヒト - アイントホーフェン - マーストリヒト/ヘールレン
  - アムステルダム中央 - アメルスフォールト （- デーフェンター） : アメルスフォールトで フローニンゲン・レーワルデン・エンスヘデ行き列車に接続。
  - アムステルダム中央 - スキポール - ライデン - ハーグ - ロッテルダム - ドルトレヒト - ローセンダール - フリシゲン
  - アムステルダム中央 - スキポール - ライデン - ハーグ - ロッテルダム - ドルトレヒト
  - デン・ヘルダー - アルクマール - アムステルダム中央 - ユトレヒト - エーデ・ヴァーヘニンゲン - アーネム - ナイメーヘン
  - アムステルダム中央 - エンクハウゼン
  - レリスタット - アムステルダム中央 - スキポール - ホフドルプ（スキポールの隣駅）
  - アムステルダム中央 - ハールレム - ザントフォールト

- Sneltrein
  - アムステルダム中央 - スキポール - ライデン - ハーグ - デルフト - ロッテルダム - ドルトレヒト - ブレダ
  - アムステルダム中央 - スキポール - ライデン - ハーグ
  - アムステルダム中央 - ヴェースプ - ヒルフェルスム - アメルスフォールト - Amersfoort Vathorst（アメルスフォールト市北部）
  - ロッテルダム - スキポール - アムステルダム中央 - ユトレヒト : 夜間のみ。

- Sprinter
  - アムステルダム中央 - ゴーダ - ロッテルダム
  - アムステルダム中央 - ザーンダム（ザーンスタット） - アイトヘースト

- Stoptrein
  - アムステルダム中央 - エンクハウゼン
  - アムステルダム中央 - Almere Oostvaarders（アルメレの東部）
  - アムステルダム中央 - ハールレム - アイトヘースト
  - アイトヘースト - アムステルダム中央 - ユトレヒト

## 歴史

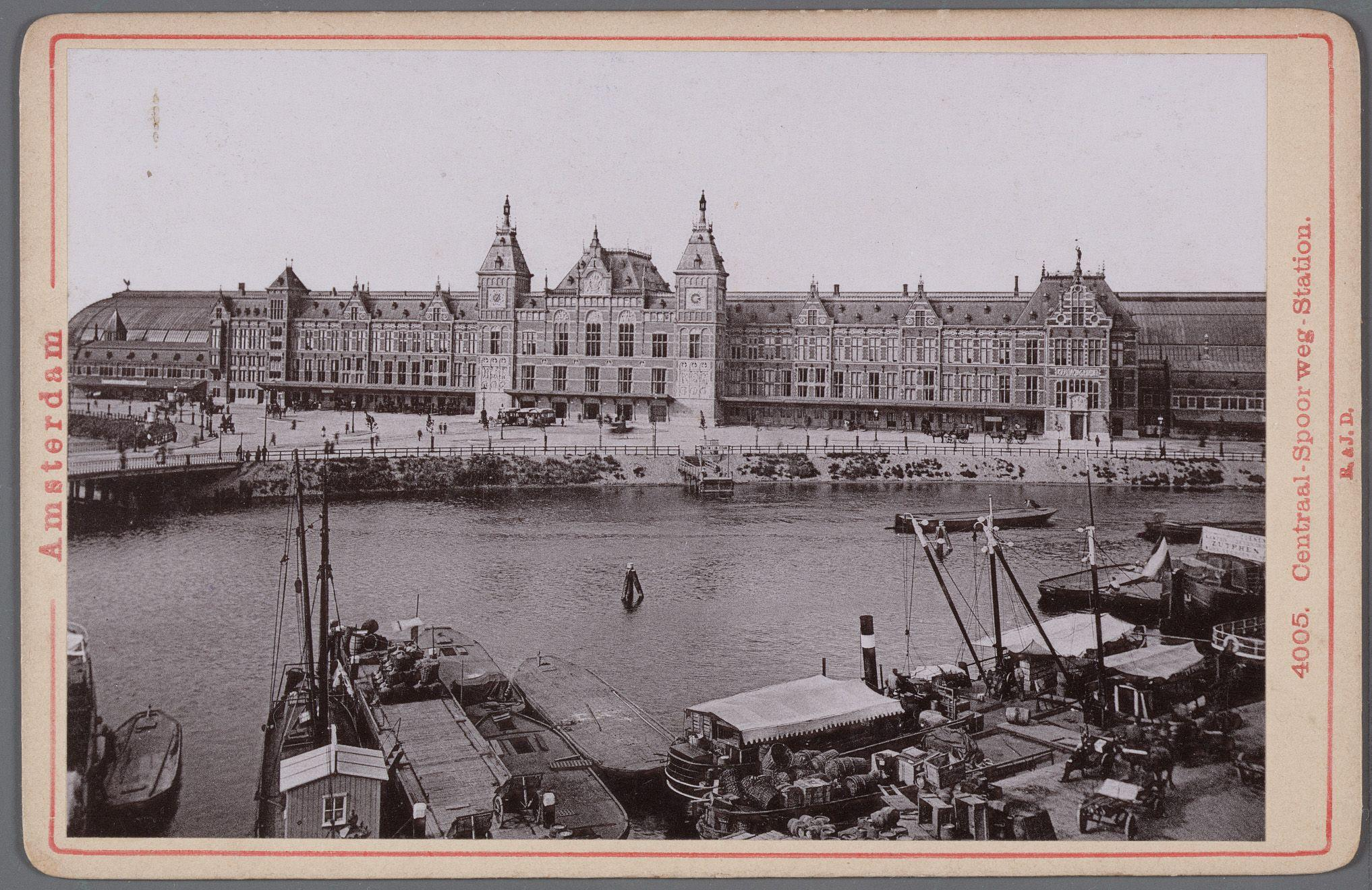
1890年頃

1839年のアムステルダム-ハールレム間を皮切りに、19世紀にはアムステルダムとオランダ各地を結ぶ鉄道が次々と開業した。当初これらのターミナル駅は市街地の東西に分散していた。そこで市街地北側の水域を埋め立て、そこに中央駅を建設してこれらのターミナルを集約することになった。建設は1881年に始まり、埋め立てには北海運河の掘削で出た土砂を利用した。
駅は1889年10月15日に開業し、旧線、K線、東方鉄道の各線が乗り入れた。この時点ではライン鉄道方面の列車は東方鉄道のヒルフェルスム-ユトレヒト間の支線を介して乗り入れていたが、1939年にアムステル駅から市街地東側を迂回して中央駅に乗り入れる線路が開業し、ユトレヒトまでの経路が短縮された。1986年には環状鉄道西線が開業した。
駅の開業当初はトレインシェッドは南側の一つだけだったが、1922年、北側にもう1棟作られた。中間の最も小さな屋根は1996年に作られた。
1980年10月11日にはメトロの中央駅が開業した。

## 駅構造

### オランダ鉄道

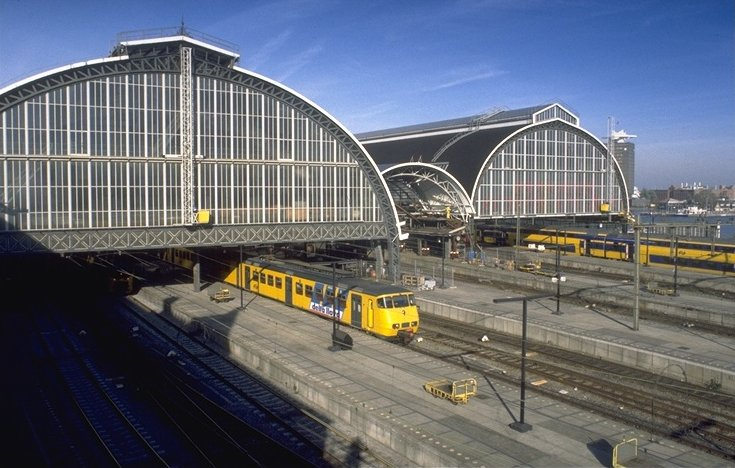
ヴォールト式のトレイン・シェッド

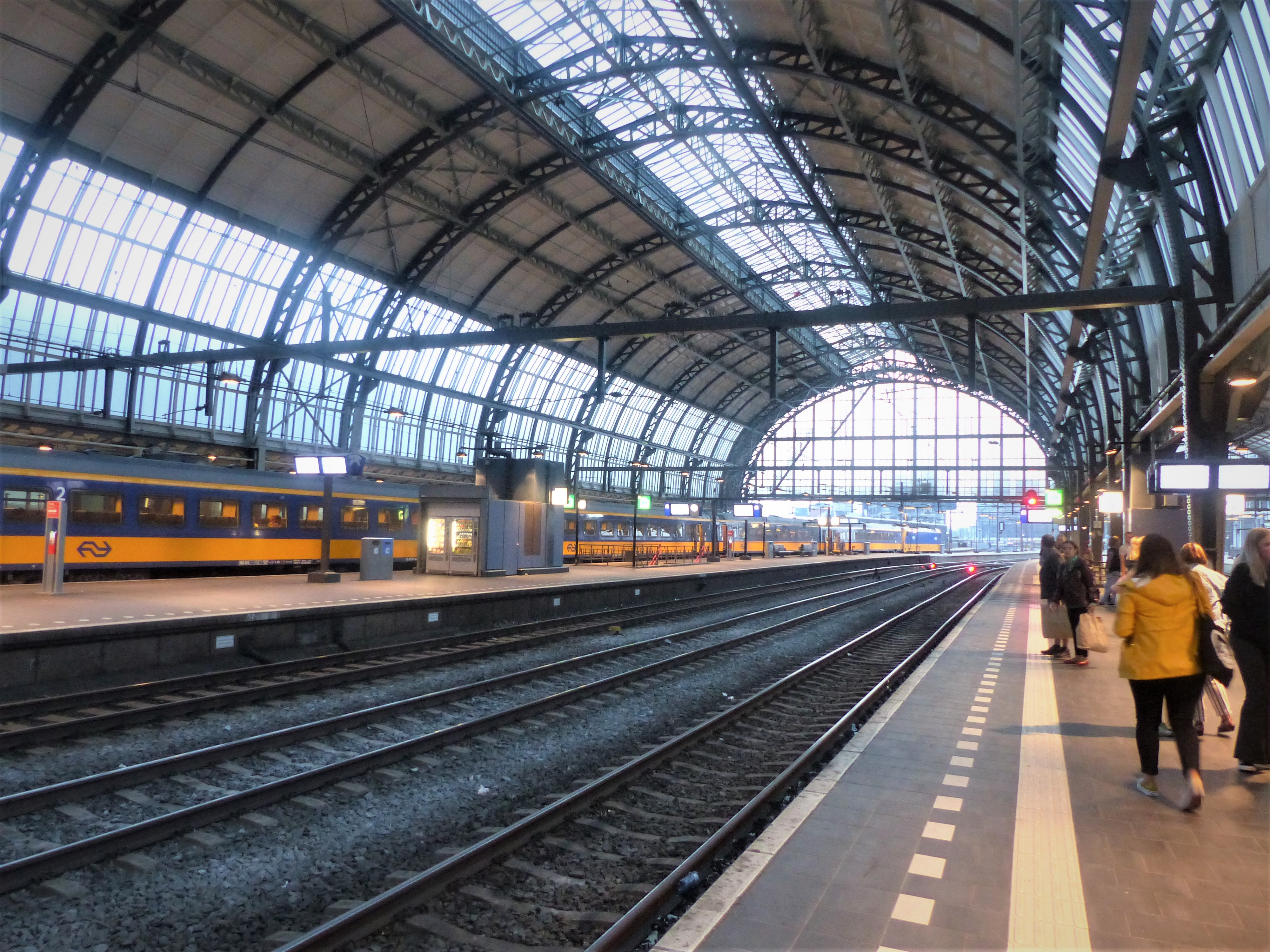
トレイン・シェッド内部

#### 駅舎
駅の南側に煉瓦造り3階建ての駅舎がある。
駅舎は建築家P.J.H.カイペルスとA.L.ファン・ゲントによって設計された。アムステルダム中央駅はオランダにおいて著名建築家によって設計された最初の駅である。それまでは鉄道の技術者や無名の建築家が設計していたが、アムステルダム中央駅はその重要性からアムステルダム国立美術館を設計した実績を持つカイペルスが起用された。ネオゴシックとネオルネサンスを融合させた様式であり、国立美術館とは強い類似が見られる。
アムステルダムの建物の例に洩れず、駅は多数（8,687本）の杭基礎の上にある。駅舎の中央には駅を「新たな港」の象徴とすべく2本の塔があり、これが国立美術館との類似を際だたせている。東側の塔には時計が、西側の塔には風向計が取り付けられている。駅舎の東端には王室の利用を想定して貴賓室と車寄せがある。
なお、辰野金吾の設計による東京駅丸の内側駅舎はアムステルダム中央駅をモデルにしたとする説があるが、藤森照信らの西洋建築研究者により、設計者の系譜と建築様式（アムステルダム中央駅はネオゴシック様式であるが、東京駅はビクトリアン様式）の両面から否定的な意見も出ている。
2006年（平成18年）4月11日、東京駅とアムステルダム中央駅は姉妹駅となった。

#### ホーム
高架駅であり、2階部分に東西方向に線路とホームがある。
ホームは島式ホームが5面（南から1/2番線、4/5番線、7/8番線、10/11番線、13/14番線）と単式ホームが1面（15番線）ある。ただし1番線はホームの西端にのみ線路があり、東側ではホームは駅舎の2階部分に接している。3番線、6番線、9番線、12番線はホームに接しない線路である。1番線を除くホームは西がa、東がbの2つの乗り場に分けられている。a、b部分の境界には渡り線があり、ホーム間の線路と併せてa、b部分を独立した乗り場として列車の発着ができるようになっている。
ホームは大小3つのヴォールト式の巨大な屋根（トレイン・シェッド）で覆われている。
1階部分には南北に3本の通路がある。オランダ鉄道は信用乗車方式をとっているため改札口はない（中央通路およびコンコースは、メトロ工事のため現在閉鎖されている）。

#### 駅施設
- 窓口（切符予約・販売、サービス窓口）NS-service en verkooppunt
- 自動券売機 Kaartautomaten

クレジットカードや紙幣を受け付ける券売機は少ない
- コンビニ（Albert Heijn To Go）、売店（AKO〈オランダ語〉, Etos〈英語版〉など）、ファストフード店（バーガーキング、ピザハット、Smuller'sなど）などの商店が駅舎1階と西側半地下通路にある
- コインロッカー
- レンタル自転車（Mac Bike）
- GVB窓口 GVB Tickets & Info Stationsplein（運河沿いの別棟）

### メトロ
駅前広場の地下にアムステルダム市営交通会社（GVB） メトロの中央駅 (Centraal Station) がある。地下1階がコンコースで地下2階にホーム（島式ホーム1面2線）がある。51、53、54の3つの系統の始発駅である。
2003年から駅の地下を南北に貫通するメトロ52系統 北南線の工事が始まった。2017年に完成し、北南線の中央駅が開業する予定である。

### トラム

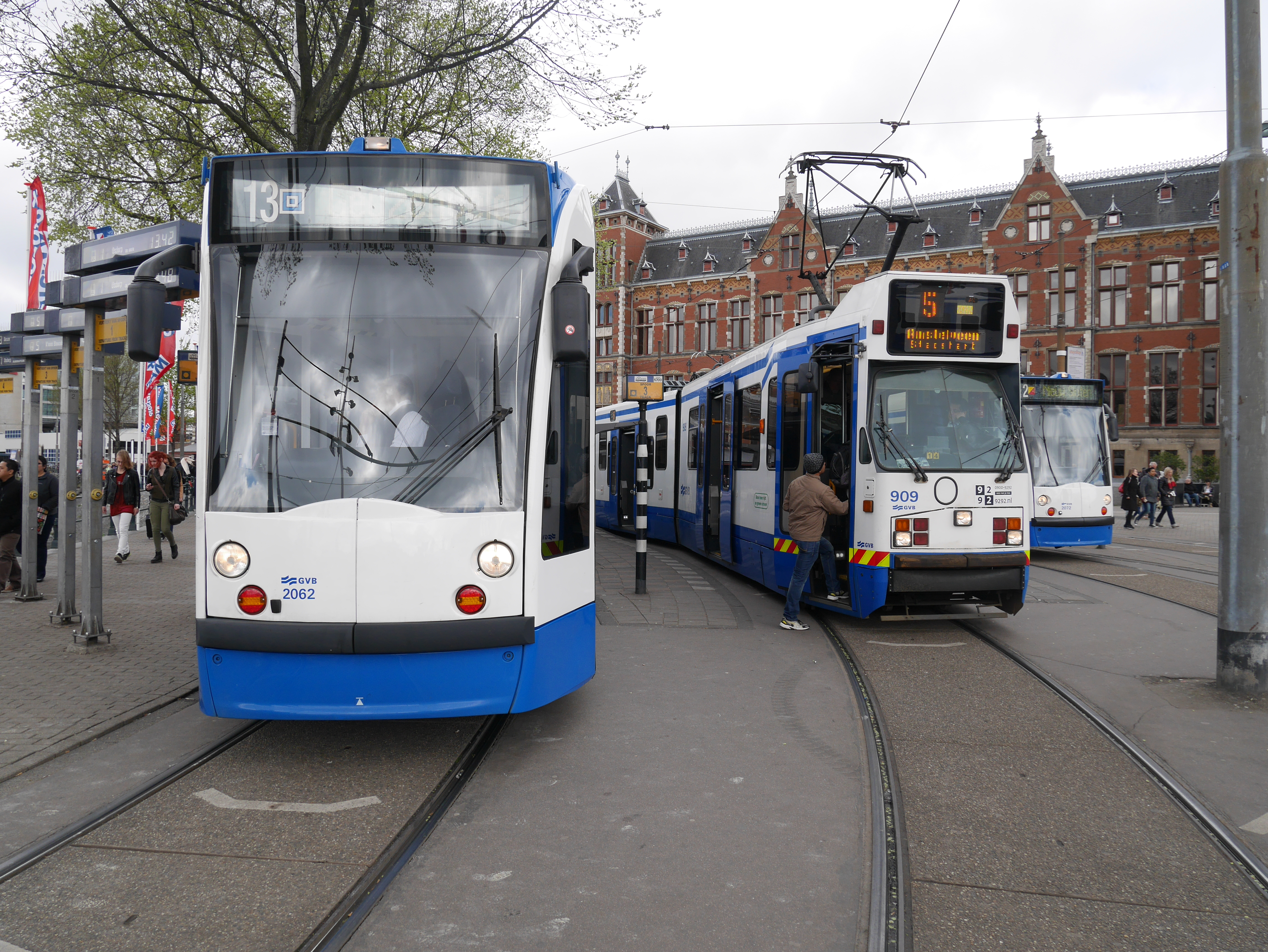
トラム停留所

駅前広場の地上にはアムステルダム市営交通会社（GVB）のトラムの停留所がある。1, 2, 4, 5, 9, 13, 16, 17, 24, 25, 26の各系統が発着し、市内各地と結んでいる。

### バス
バス乗り場は駅前広場の東よりおよび橋を挟んだ市街地側の対岸にあり、主に郊外と中央駅を結ぶ路線が発着する。
なお長距離バス（Eurolinesバス含む）は中央駅には止まらず、南部のアムステル駅やマルニクス通りバスターミナルを発着するものが多い。

### フェリー
駅の北側にはアイ湾を横断するアムステルダム市営交通会社（GVB） フェリーの乗り場がある。

## 駅周辺
駅はアムステルダム市中心部の北側、アムステル川の旧河口部分のアイ湾を埋め立てた人工島（Stationseiland）の上にある。北側は道路一本を挟んでアイ湾に接し、南は駅前広場（Stationsplein）から3本の橋によって市街地と結ばれている。アムステルダムの歴史的な中心であるダム広場はダムラック（Damrak）通り（アムステル川の旧河道）を通って約750m南にある。